# Carl de la Sablière
Carl Blanchet de la Sablière, né le 26 avril 1895 à Ergué-Armel et mort le 29 octobre 1979 à Gouesnac'h, est un marin français. 

## Biographie
Carl Marie Paul Blanchet de la Sablière (Ergué-Armel (Finistère), 26 avril 1895 – Gouesnac’h (Finistère), 29 octobre 1979), est le fils d’Edmond Blanchet de la Sablière et de Marthe Hascoët de Saint-Georges. Il épouse Marguerite de Mandelle d’Écosse de Faÿ de La Tour-Maubourg (1897- 1983) le 31 mai 1921 à Paris (8e) dont quatre enfants.
Une partie de sa scolarité se déroule au collège de Pont-Levoy créé par Louis XVI à l'abbaye éponyme (Loir-et-Cher) comme collège royal militaire préparatoire. Ses condisciples sont issus des familles aristocratiques du centre de la France, dont Antoine (Tony) de Vibraye.
Durant la Première guerre mondiale, Carl de la Sablière s'engage à 19 ans pour la durée de la guerre. Brigadier au 2e régiment de chasseurs le 27 octobre 1914, il est promu maréchal-des-logis le 11 janvier 1915, passe dans l'infanterie en 1916, puis au 1er groupe d’aviation à Dijon le 22 septembre 1917, pour terminer les derniers mois du conflit dans les Groupes d'autos-mitrailleuses et autos-canons (1914-1922) (GAMAC) à partir de juillet 1918, affecté au 4e GAMAC. C'est au cours d'une opération à Sarrebruck au début de l'occupation française en Allemagne, le 2 avril 1919, qu'il retrouve son vieil ami de Pont-Levoy, Tony de Vibraye, lieutenant au 16e GAMAC. Il est démobilisé le 9 septembre 1919.

## Champion de voile
Il est sacré champion olympique de voile en épreuve de 8 mètres JI aux Jeux olympiques d'été de 1928 d'Amsterdam, l'un des cinq équipiers de Virginie Hériot, skipper et propriétaire d'Aile VI.